# Alexandr Peshejónov
Alexandr Anatólievich Peshejónov (en ruso: Александр Анатольевич Пешехонов; Meleúz, URSS, 13 de marzo de 1979) es un deportista ruso que compitió en escalada, especialista en la prueba de velocidad.
Ganó una medalla de bronce en el Campeonato Mundial de Escalada de 2003 y dos medallas en el Campeonato Europeo de Escalada, oro en 2004 y bronce en 2006.  Además, consiguió una medalla de oro en los Juegos Mundiales de 2005.

## Palmarés internacional
| Campeonato Mundial | Campeonato Mundial    | Campeonato Mundial | Campeonato Mundial |
| Año                | Lugar                 | Medalla            | Prueba             |
| ------------------ | --------------------- | ------------------ | ------------------ |
| 2003               | Chamonix (Francia)    | Medalla de bronce  | Velocidad          |
| Campeonato Europeo |                       |                    |                    |
| Año                | Lugar                 | Medalla            | Prueba             |
| 2004               | Lecco (Italia)        | Medalla de oro     | Velocidad          |
| 2006               | Ekaterimburgo (Rusia) | Medalla de bronce  | Velocidad          |